# 赵兴发
赵兴发（1945年—），河北滦县人，中国人民解放军将领、中国人民解放军海军中将。

## 生平
2004年，授予中国人民解放军海军中将，曾任海军副司令员。
2008年，当选第十一届全国政协委员，代表特别邀请人士，分入第五十六组。